# HomeRF
HomeRF ist eine Funktechnik eines Industrieverbands, die als Kreuzung von DECT und IEEE 802.11 auf Privathaushalte zugeschnitten wurde.
Die initiierende HomeRF Working Group wurde im Jahr 1998 gegründet und um den Jahresanfang 2003 aufgelöst, weil HomeRF laut ihrem letzten Vorsitzenden „tot“ war. Noch zur CeBIT im Jahr 2002 hatte Siemens intensiv für HomeRF geworben. Auch an Fürsprache anderer etablierter Förderer wie Intel hatte es nicht gefehlt.
HomeRF kombinierte CSMA/CA von DECT für Telefone als isochrone Clients und TDMA von IEEE 802.11 für asynchrone Clients wie Personal Computer zu seinem Shared Wireless Access Protocol (SWAP). Trotz dieser Zweigleisigkeit sollte HomeRF besonders einfach und kostensparend sein. Im März 1999 wurden Datenraten um 1 Mbit/s und erste Geräte zum Jahresende angekündigt.
Zum Jahresende 2001 brachte Siemens Geräte und Adapter für HomeRF mit 1,6 Mbit/s auf den Markt, die jeweils mehrere hundert Deutsche Mark kosteten. In der Praxis kamen sie auf etwa 0,5 MBit/s, die Software stammte von Proxim aus den USA. In den USA bot Proxim damals die gleichen Geräte mit nominell 10 MBit/s an, aber Telefone für HomeRF gab es nicht.
Das für DECT reservierte Frequenzband ist HomeRF verwehrt. HomeRF ist auf das Frequenzband 2,4 GHz festgelegt, das auch andere lizenzfreie Funktechniken nutzen.